# Хусейн, Мамнун
Мамнун Хусейн (урду ممنون حسین‎; 23 декабря 1940, Агра, Соединённые провинции Агра и Ауд, Британская Индия — 14 июля 2021, Карачи) — пакистанский государственный и политический деятель. Президент Пакистана (2013—2018).

## Биография
Родился 23 декабря 1940 года в индийском городе Агра, в урдуговорящей семье промышленника. В 1947 году его родители переехали жить в Карачи после раздела Британской Индии. Отец Мамнуна основал текстильную фабрику.
В 1960 году после окончания местной средней школы в Карачи, Мамнун поступил в Институт делового администрирования. В 1999 году занимал должность губернатора Синда, был отстранён от власти в результате военного переворота под руководством генерала Мушаррафа. 30 июля 2013 года Мамнун был избран 12-м президентом Пакистана. 9 сентября 2013 года начался срок его президентских полномочий. 4 сентября 2018 года, когда Ариф Алви был избран новым президентом, Мамнун Хусейн сложил свои полномочия.
В феврале 2020 года у Хусейна диагностировали рак, и он проходил лечение. Скончался 14 июля 2021 года в Карачи в возрасте 80 лет.